# La Main pourpre
La main pourpre est le 24e album de la série de bande dessinée Papyrus de Lucien De Gieter. L'ouvrage est publié en 2001.

## Synopsis
Papyrus et Théti se retrouvent à Tyr, où ils rencontrent la main pourpre, des victimes des dirigeants cupides de la ville qui les utilisent comme esclaves.